# Gemme di Poniatowski
Le gemme di Poniatowski sono una collezione di oltre 2.600 gemme incise commissionate dal principe polacco Stanisław Poniatowski (1754-1833) e da lui spacciate per pezzi della classicità greco-romana. Tuttavia, quando alla sua morte le gemme dovettero essere autenticate per la vendita, risultò evidente l'inganno, ovvero erano tutte imitazioni neo-classiche coeve o quasi.
Malgrado ciò, nel 1839 si tentò comunque di venderle come originali, ma l'asta fu un tale fallimento da mandare in rovina il mercato delle gemme incise per decenni.
A oggi, molte delle gemme sono perdute, ma quelle rimanenti hanno acquisito un valore a sé come falsi storici ed esempi di arte neoclassica.

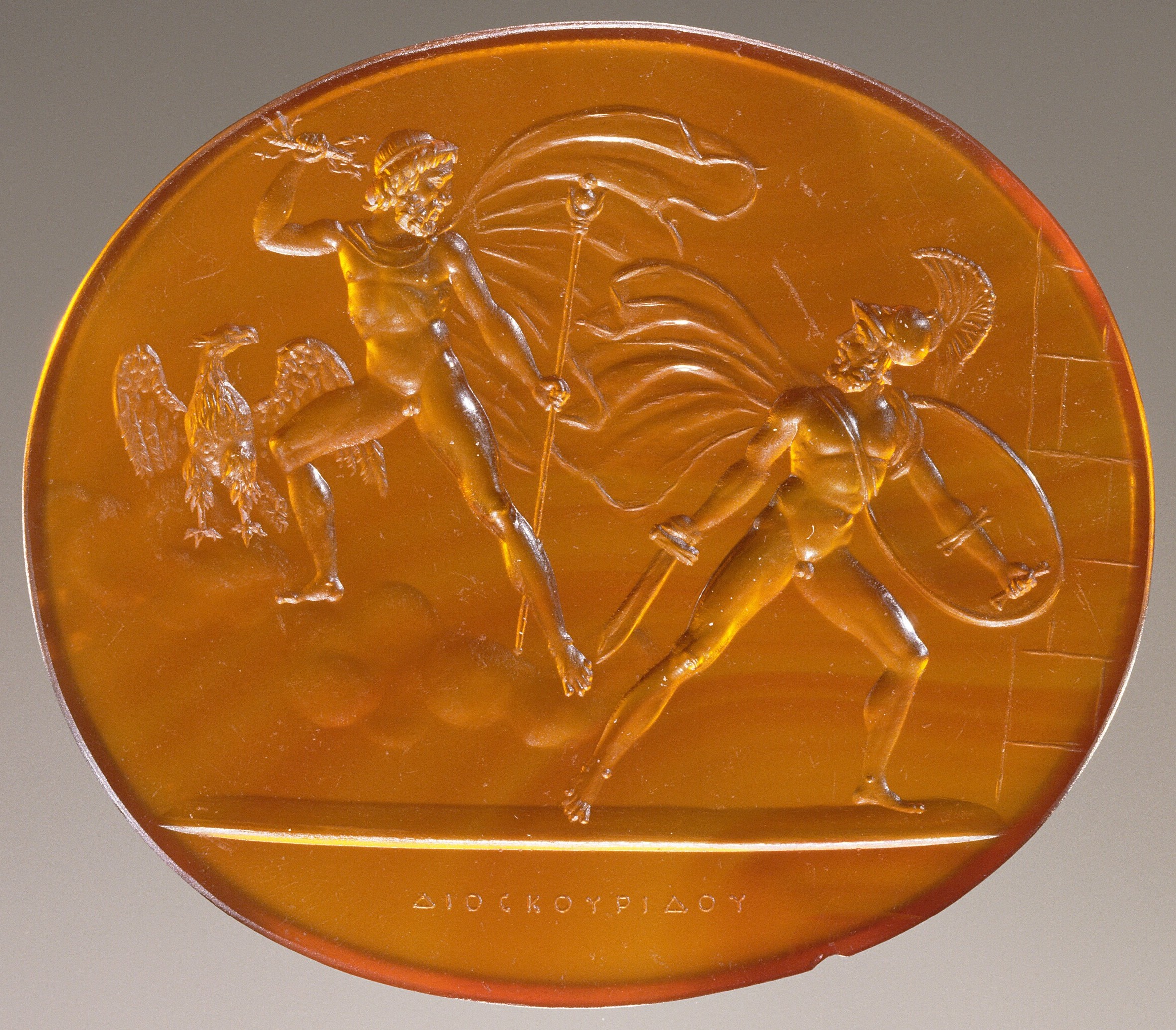
Una delle gemme, rappresentante Zeus che minaccia Capaneo col fulmine. Datata 1820 circa

## Storia
Il principe Stanisław Poniatowski era noto come un appassionato collezionista d'arte, nonché uno degli uomini più ricchi d'Europa. Dopo aver ereditato, nel 1798, una collezione di circa 154 gemme antiche da suo zio, il re polacco Stanisław August Poniatowski, ampliò tale collezione con oltre 2.600 pezzi commissionati ad hoc e poi pubblicamente dichiarati autentici pezzi di epoca greca e romana. Le gemme, firmate con nomi di artisti classici sia noti che fasulli, rappresentano un'ampia varietà di scene storiche e mitologiche, nonché ritratti di dei, eroi e personaggi storici del periodo, fra cui filosofi, generali e politici.
Poniatowski stesso curò le prime tre edizioni del catalogo della sua collezione, pubblicate nel 1830, 1832 e 1833.
L'artista che si occupò dei disegni e degli intagli non è noto con certezza, ma sono stati proposti diversi nomi, fra cui Giovanni Pichler, Giovanni Calandrelli, Giuseppe Girometti, Niccolò Cerbara, Tommaso Cades, Antonio Odelli.
Dubbi sull'autenticità delle gemme furono espressi già durante la vita di Poniatowski: quando presentò al re di Prussia alcune centinaia di esemplari della collezione, Ernst Heinrich Toelken, direttore dell'Antiquarium Antikensammlung di Berlino, scrisse che secondo lui si trattava di falsi, in quanto lo stile era troppo uniforme per gemme che dovevano invece provenire da luoghi ed epoche diverse, tuttavia espresse ammirazione per la loro bellezza e per la qualità tecnica e artistica dell'intaglio.
Nel 1839, alcuni anni dopo la morte del principe, si tentò di vendere le gemme come autentiche da Christie & Manson, ma fu un autentico disastro: metà della collezione rimase invenduta e l'altra metà fu aggiudicata per prezzi quasi nulli, di molto inferiori a quelli chiesti e persino a un'opera neoclassica non falsificata. Il fiasco fu talmente grave da compromettere il mercato delle gemme incise, precedentemente popolare, per diversi decenni, oltre a compromettere la reputazione delle gemme neoclassiche e delle gemme antiche identificate come tali in quell'epoca.
Molte delle gemme invendute, circa 1.140, furono acquistate in seguito da John Tyrell, ex segretario di Sir George Nugent, convinto della loro autenticità. Tyrell curò un catalogo pubblicato da Prendeville & Maginn nel 1841, oltre a commissionare copie in gesso di ogni gemma. Il saggio introduttivo al catalogo fu inizialmente commissionato allo studioso Nathaniel Ogle, ma quando questi concluse che le gemme erano falsi fu licenziato e sostituito dai più compiacenti, e meno esperti, scrittori James Prendeville e William Maginn. L'anno dopo, Ogle pubblicò il suo saggio in modo anonimo sulla British and Foreign Review, a cui Tyrell rispose con una furibonda lettera aperta in cui dichiarava che "un uomo di spirito nobile come Poniatowski non avrebbe mai potuto dichiarare vero [le gemme] ciò che non credeva sinceramente che lo fosse".  In seguito, Tyrell pubblicò un ulteriore saggio di 55 pagine in cui difendeva l'autenticità delle gemme e attaccava le motivazioni di Ogle.
Alla fine del XIX secolo, gran parte delle gemme Poniatowski, comprese quelle acquisite da Tyrell, risultavano perdute, e molte altre ritenute tali si rivelarono essere copie delle originali, in pratica falsi di falsi. Molte di queste contraffazione furono scoperte dal Classical Art Research Centre dell'Università di Oxford, che aveva intrapreso un progetto dedicato al creare un database online completo della collezione Poniatowski.
Negli ultimi decenni, la bellezza, la storia e la rarità delle gemme Poniatowski hanno fatto sì che acquisissero un valore proprio come oggetti d'arte e da collezione, con stime che vanno dalle 1.500 alle oltre 8.000 sterline.

## Pezzi noti
A oggi, la maggior parte delle gemme Poniatowski sopravvissute sono conservate in una serie di musei, principalmente inglesi e americani.
Il Victoria & Albert ne possiede diverse, raffiguranti una vasta gamma di personaggi mitologici, scene tratte dall'Iliade e una raffigurante un profilo di Socrate. Altri pezzi sono conservati al British Museum e al Metropolitan. La Royal Society è attualmente in possesso di cinque gemme acquistate all'asta del 1839, per somme comprese fra le 40 e le 100 sterline a pezzo.

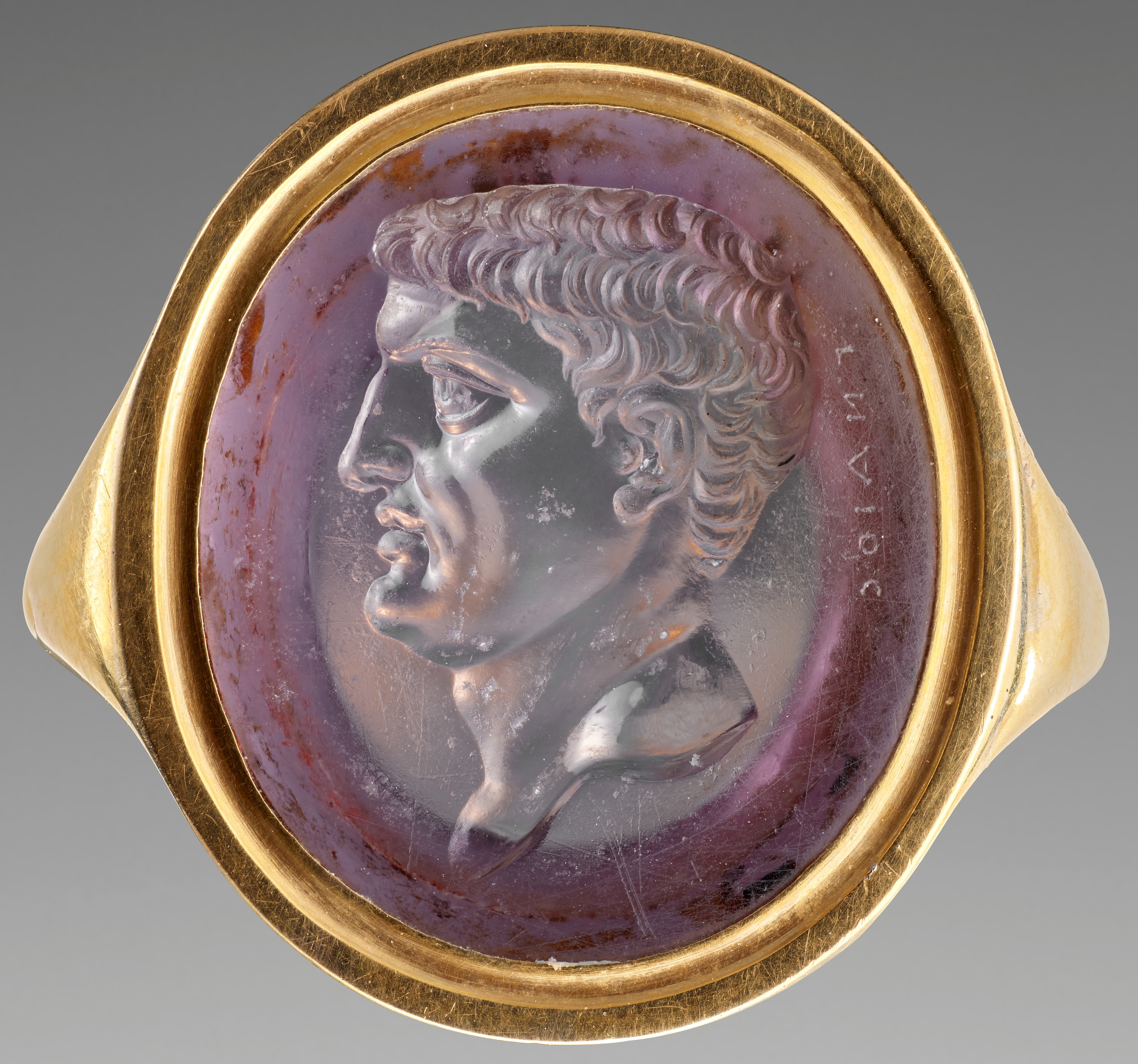
Ametista con profilo di Marco Antonio

Nel 2009, è stato rintracciato un anello di ametista con un profilo di Marco Antonio firmato Gnaios, acquistato nel 2001 dal J. Paul Getty Museum come curiosità archeologica e riconosciuto come una gemma di Poniatowski da Gertrud Platz e Kenneth Lapatin, che avevano in precedenza studiato la collezione.

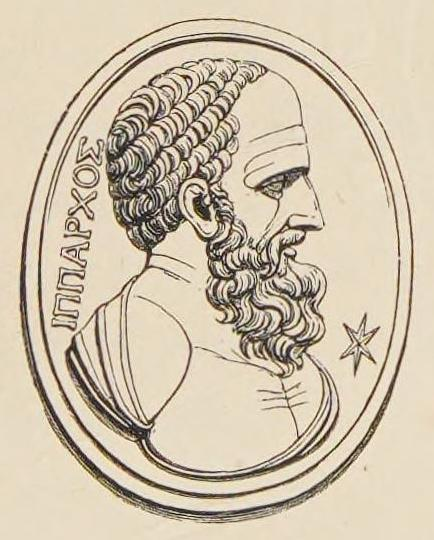
Testa di Ipparco, riprodotta da W.H. Smith sulla base di una delle gemme di Poniatowski (1842)

Il design di una delle gemme perdute dopo l'asta del 1839, raffigurante il profilo di Ipparco, è stato conservato grazie all'astronomo William Henry Smyth, che nel 1842 ne usò una riproduzione da lui disegnata come frontespizio per una sua opera. Il disegno, nel 1965, è stato usato per un francobollo commemorativo che celebrava il Planetario Eugenides di Atene.
Il Museo Nazionale di Cracovia espone due gemme un tempo ritenute Poniatowski originali, ma che ora sono piuttosto credute copie di esse.

## Cataloghi

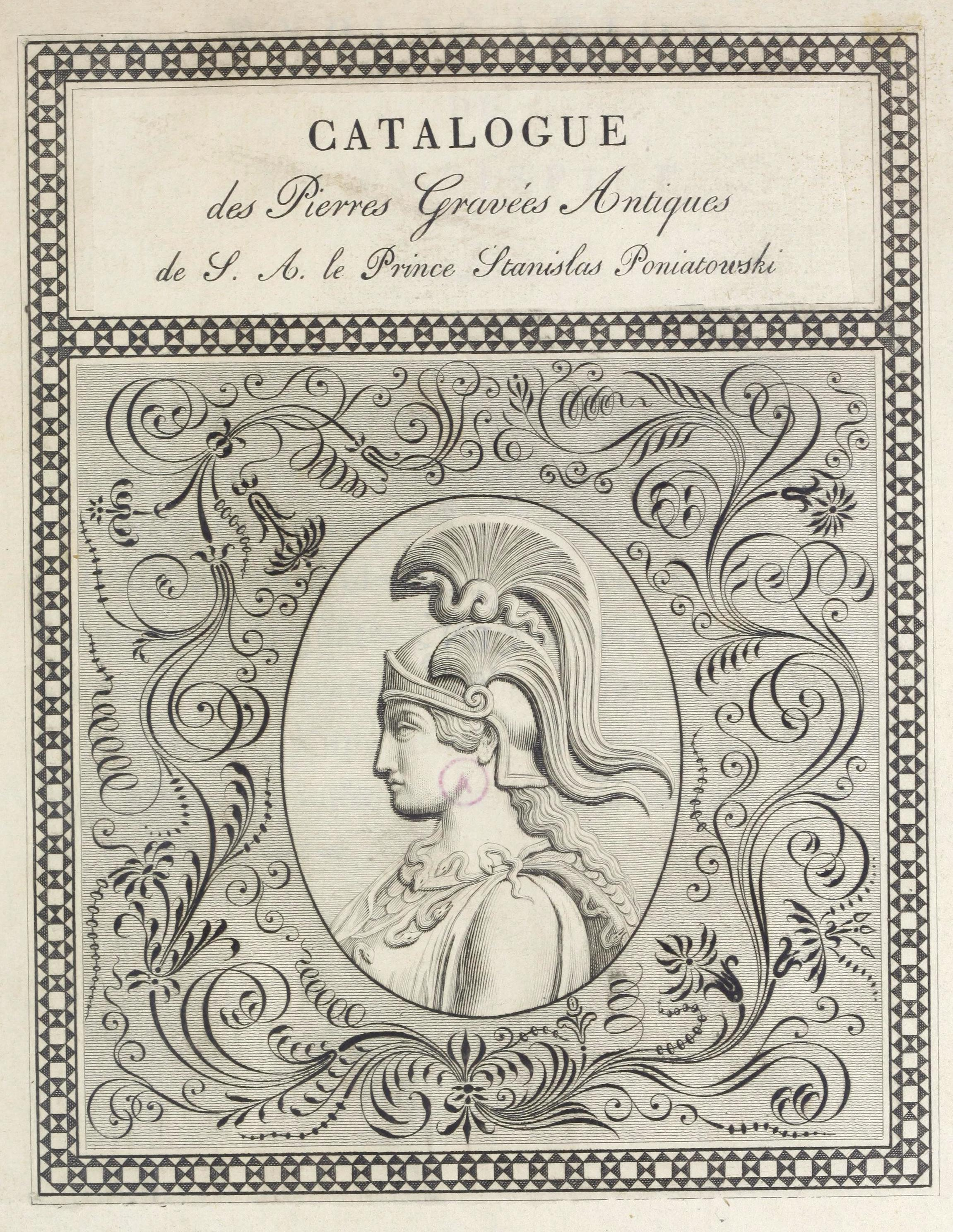
Frontespizio del catalogo 1830, raffigurante Minerva

- Stanislas Poniatowski, Catalogue des pierres gravées antiques de S. A. le Prince Stanislas Poniatowski, vol. 1, Florence, Guillaume Piatti, c. 1830.
- Stanislas Poniatowski, Catalogue des pierres gravées antiques de S. A. le Prince Stanislas Poniatowski, vol. 2, Florence, Guillaume Piatti, 1832.
- Stanislas Poniatowski, Catalogue des pierres gravées antiques de S. A. le Prince Stanislas Poniatowski, vol. 3, Florence, Guillaume Piatti, 1833.
- George Henry Christie e William Manson, A catalogue of the very celebrated collection of antique gems of the Prince Poniatowski, deceased : which will be sold by auction, by Messrs. Christie and Manson, at their Great Room, 8, King Street, St. James's Square, on Monday, April the 29th, 1839 and following days, at one o'clock precisely each day., London, W. Clowes and Sons, 1839.
- James Prendeville e William Maginn, An historical and descriptive account of the famous collection of antique gems possessed by the late Prince Poniatowski. Accompanied by poetical illustrations of the subjects, from classical authors, with an essay on ancient gems and gem-engraving, London, Henry Graves, 1841.
- James Prendeville e William Maginn, Photographic facsimiles of the antique gems formerly possessed by the late Prince Poniatowski, 1st series, London, Longman, Brown, Green, Longmans, and Roberts, 1857.
- James Prendeville e William Maginn, Photographic facsimiles of the antique gems formerly possessed by the late Prince Poniatowski, 2nd series, London, Longman, Brown, Green, Longmans, and Roberts, 1859.
- Claudia Wagner, Poniatowski Gems Database, Classical Art Research Centre, University of Oxford.